# Liste der Baudenkmale in Kentzlin
In der Liste der Baudenkmale in Kentzlin sind alle denkmalgeschützten Bauten der Gemeinde Kentzlin (Mecklenburg-Vorpommern) und ihrer Ortsteile aufgelistet. Grundlage ist die Veröffentlichung der Denkmalliste des Landkreises Mecklenburgische Seenplatte (Auszug) vom 20. Januar 2017.

## Baudenkmale nach Ortsteilen

### Kentzlin
| ID   | Lage            | Bezeichnung | Beschreibung | Bild |
| ---- | --------------- | ----------- | ------------ | ---- |
| 1215 | Alt Kentzlin 15 | Gutshaus    |              |      |

### Neu Kentzlin
| ID  | Lage                | Bezeichnung                    | Beschreibung | Bild |
| --- | ------------------- | ------------------------------ | ------------ | ---- |
| 866 | Neu-Kentzlin 5      | ehem. Schule/später Bauernhaus |              |      |
| 867 | Neu-Kentzlin 17, 18 | Wohnhaus (ehem. Gaststätte)    |              |      |

## Quelle
- Karte der Baudenkmale im Geoportal des Landkreises

- Karte mit allen Koordinaten:
- OSM |
- WikiMap